# Communauté de communes de Saint-Dié-des-Vosges
La communauté de communes de Saint-Dié-des-Vosges, précédemment nommée Communauté de communes des Vallées de la Haute Meurthe, est une ancienne communauté de communes française, située dans le département des Vosges en région Grand Est.

## Histoire
La communauté de communes des Vallées de la Haute Meurthe a été créée par arrêté préfectoral du 16 décembre 2013 avec effet au 1er janvier 2014, par la fusion de deux communautés de communes, la communauté de communes du Val de Meurthe et la communauté de communes de la Haute Meurthe, le rattachement d'une commune jusqu'alors non membre d'un EPCI (Saint-Dié-des-Vosges) et celui de Taintrux, transfuge de la communauté de communes des Hauts Champs.
À la suite de la décision du conseil communautaire du 26 juin 2014, l'intercommunalité se nomme désormais « Communauté de Communes de Saint-Dié-des-Vosges ».
Elle fusionne avec cinq autres communautés de communes (Communauté de communes de la Vallée de la Plaine, Communauté de communes des Hauts Champs, Communauté de communes Fave, Meurthe, Galilée, Communauté de communes du Pays des Abbayes et Communauté de communes du Val de Neuné) pour former la communauté d'agglomération de Saint-Dié-des-Vosges au 1er janvier 2017.

## Composition
La communauté de communes regroupait neuf communes : 
| Nom                          | Code Insee | Gentilé      | Superficie (km2) | Population (dernière pop. légale) | Densité (hab./km2) |
| ---------------------------- | ---------- | ------------ | ---------------- | --------------------------------- | ------------------ |
| Saint-Dié-des-Vosges (siège) | 88413      | Déodatiens   | 46,15            | 20 315 (2014)                     | 440                |
| Anould                       | 88009      | Aulnois      | 24,23            | 3 370 (2014)                      | 139                |
| Ban-sur-Meurthe-Clefcy       | 88106      |              | 45,04            | 982 (2014)                        | 22                 |
| Fraize                       | 88181      | Fraxiniens   | 15,59            | 3 017 (2014)                      | 194                |
| Mandray                      | 88284      | Madréseys    | 12,36            | 595 (2014)                        | 48                 |
| Plainfaing                   | 88349      | Plainfinois  | 38,56            | 1 730 (2014)                      | 45                 |
| Saint-Léonard                | 88423      | Léonardiens  | 14,57            | 1 357 (2014)                      | 93                 |
| Saulcy-sur-Meurthe           | 88445      | Salixiens    | 16,37            | 2 342 (2014)                      | 143                |
| Taintrux                     | 88463      | Taintrusiens | 31,69            | 1 564 (2014)                      | 49                 |

## Administration
| Période        | Période          | Identité        | Étiquette | Qualité                                            |
| -------------- | ---------------- | --------------- | --------- | -------------------------------------------------- |
| 1 janvier 2014 | 16 avril 2014    | Lovely Chrétien | PS        | Première adjointe au maire de Saint-Dié-des-Vosges |
| 16 avril 2014  | 31 décembre 2016 | David Valence   | PRV       | Maire de Saint-Dié-des-Vosges (depuis 2014)        |

À sa disparition, les trois vice-présidents sont Patrick Lalevée, maire (DVD) de Plainfaing, Alain Demange, représentant d'Anould, et Vincent Benoit, adjoint au maire de Saint-Dié-des-Vosges.